# Cimitero di Dorotheenstadt
Il Dorotheenstädtischer Friedhof è un cimitero di Berlino. In questo cimitero sono sepolti molti illustri berlinesi.
È posto sotto tutela monumentale (Denkmalschutz).

## Storia
Il cimitero municipale di Dorotheenstadt, che prende il nome dell'elettrice Sofia Dorotea, venne aperto da Federico il Grande nel 1763 e venne ampliato successivamente tra il 1814 e il 1826. Inizialmente fu luogo di sepoltura per la popolazione più povera e per i cittadini comuni. Nel 1899, a causa dell'allargamento di Hannoversche Straße, la parte sud del cimitero venne venduta e molte tombe rimosse. Molti dei monumenti funebri che si trovano nel cimitero sono un esempio dell'arte e dell'architettura tedesca dell'epoca. Infatti molte delle tombe e dei monumenti vennero progettati e disegnati da grandi artisti dell'epoca, fra cui Karl Friedrich Schinkel e Johann Gottfried Schadow. L'ingresso del cimitero è posto tra il muro di cinta del vicino cimitero francese e il Brecht-Wegel-Gedenkstätte, in Chausseestraße 126.

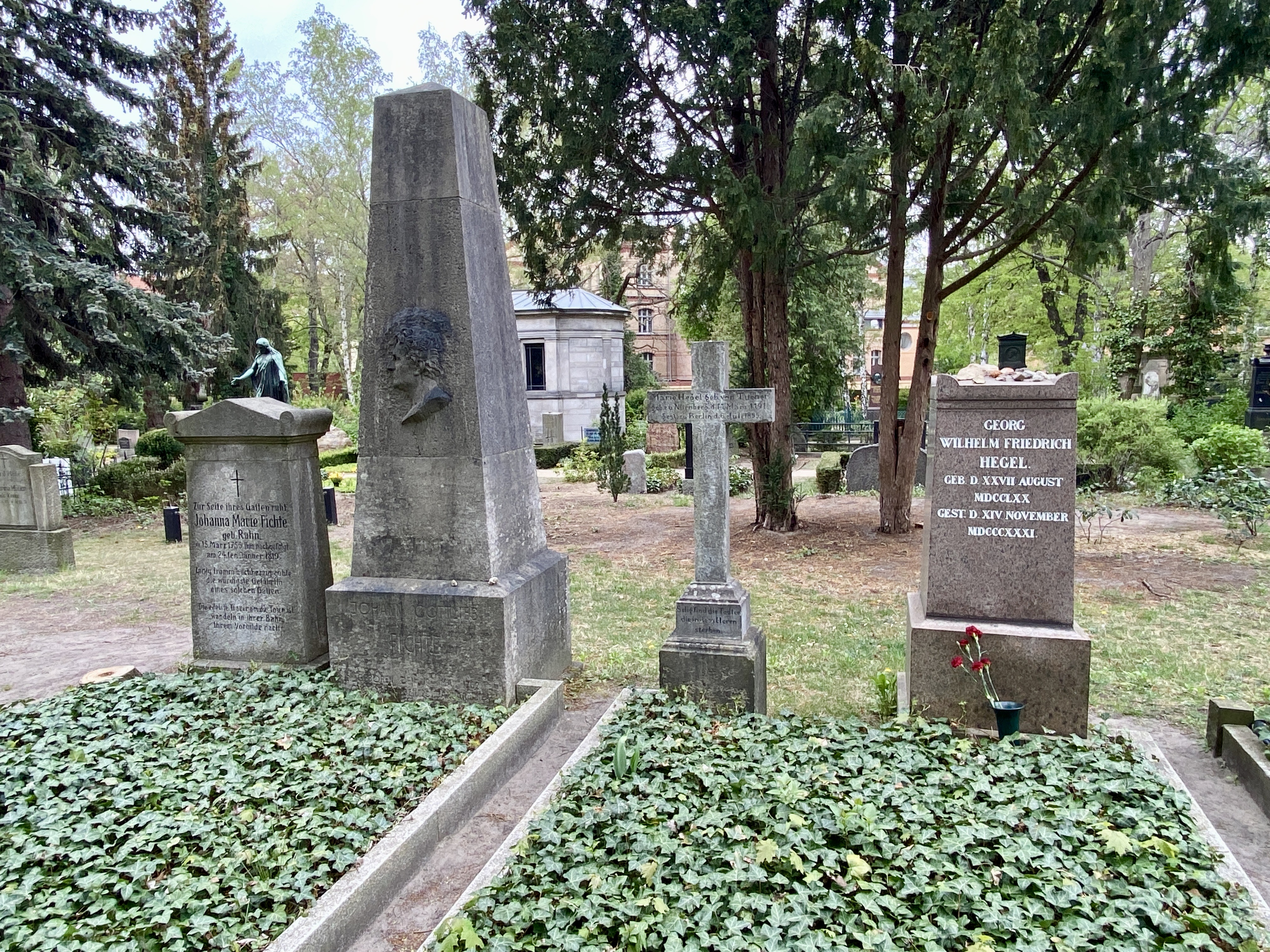
Tombe vicine dei filosofi George Wilhelm Friederich Hegel e Johann Gottlieb Fichte con le rispettive consorti.

## Tombe illustri
- Egon Bahr - uomo politico
- Bertolt Brecht - drammaturgo e poeta (con la moglie Helene Weigel)
- Hanns Eisler - compositore
- Johann Gottlieb Fichte - filosofo (con la moglie Johanna Marie Fichte Rahn)
- Georg Wilhelm Friedrich Hegel - filosofo (con la moglie Marie Hegel von Tucher)
- Friedrich Hoffmann - ingegnere
- Jutta Lampe - attrice
- Heinrich Gustav Magnus - chimico e fisico
- Heinrich Mann - scrittore
- Herbert Marcuse - filosofo
- Johannes Rau - uomo politico, già presidente della Repubblica Federale di Germania
- Johann Gottfried Schadow - scultore
- Karl Friedrich Schinkel - architetto
- Anna Seghers - scrittrice
- Günther Simon - attore
- Friedrich August Stüler - architetto
- Hermann Wentzel - architetto
- Christa Wolf - intellettuale e scrittrice

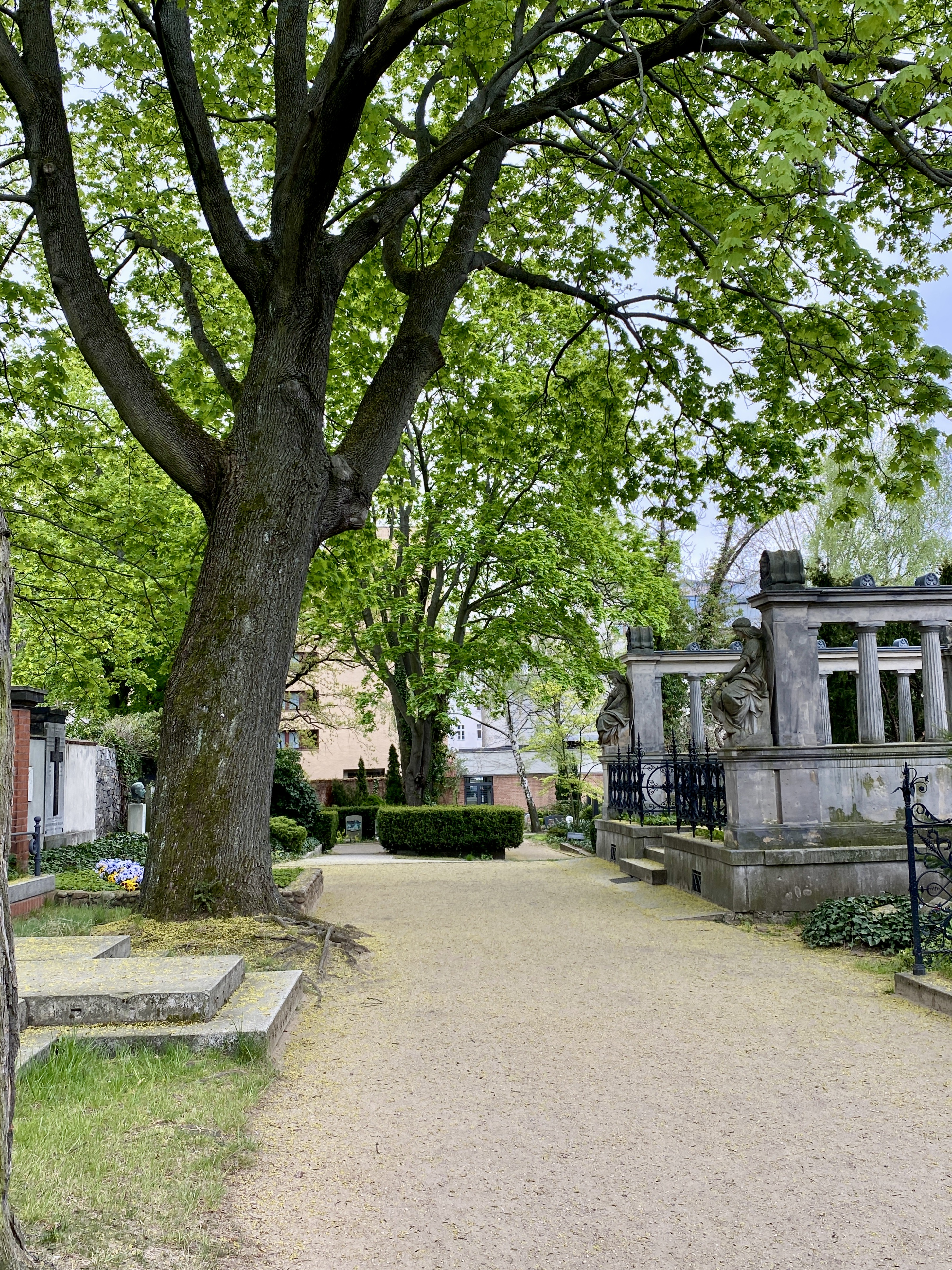
Uno dei viali del Cimitero di Dorotheenstadt

- Arnold Zweig - scrittore

## Galleria d'immagini

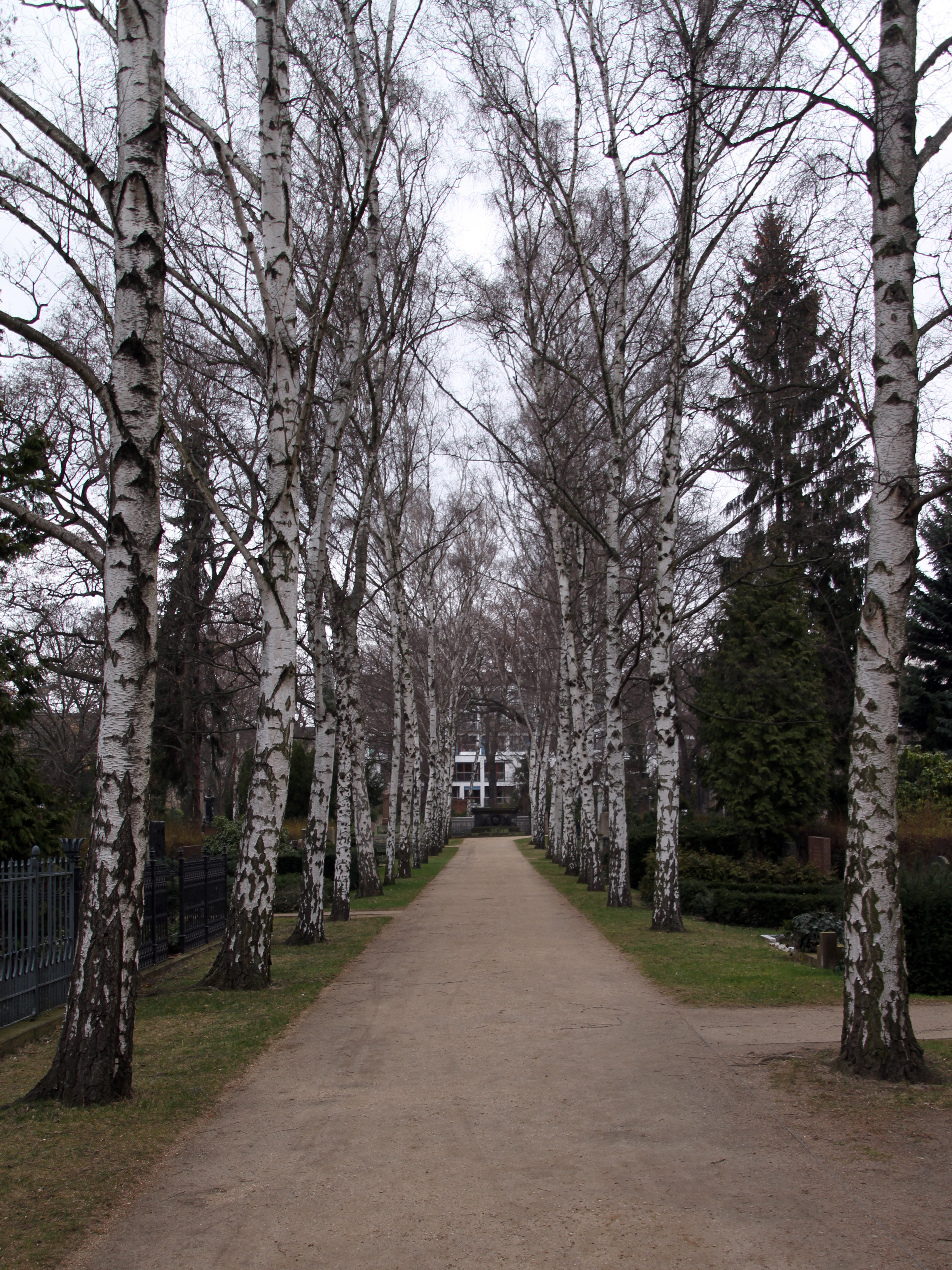
Cimitero di Dorotheenstadt
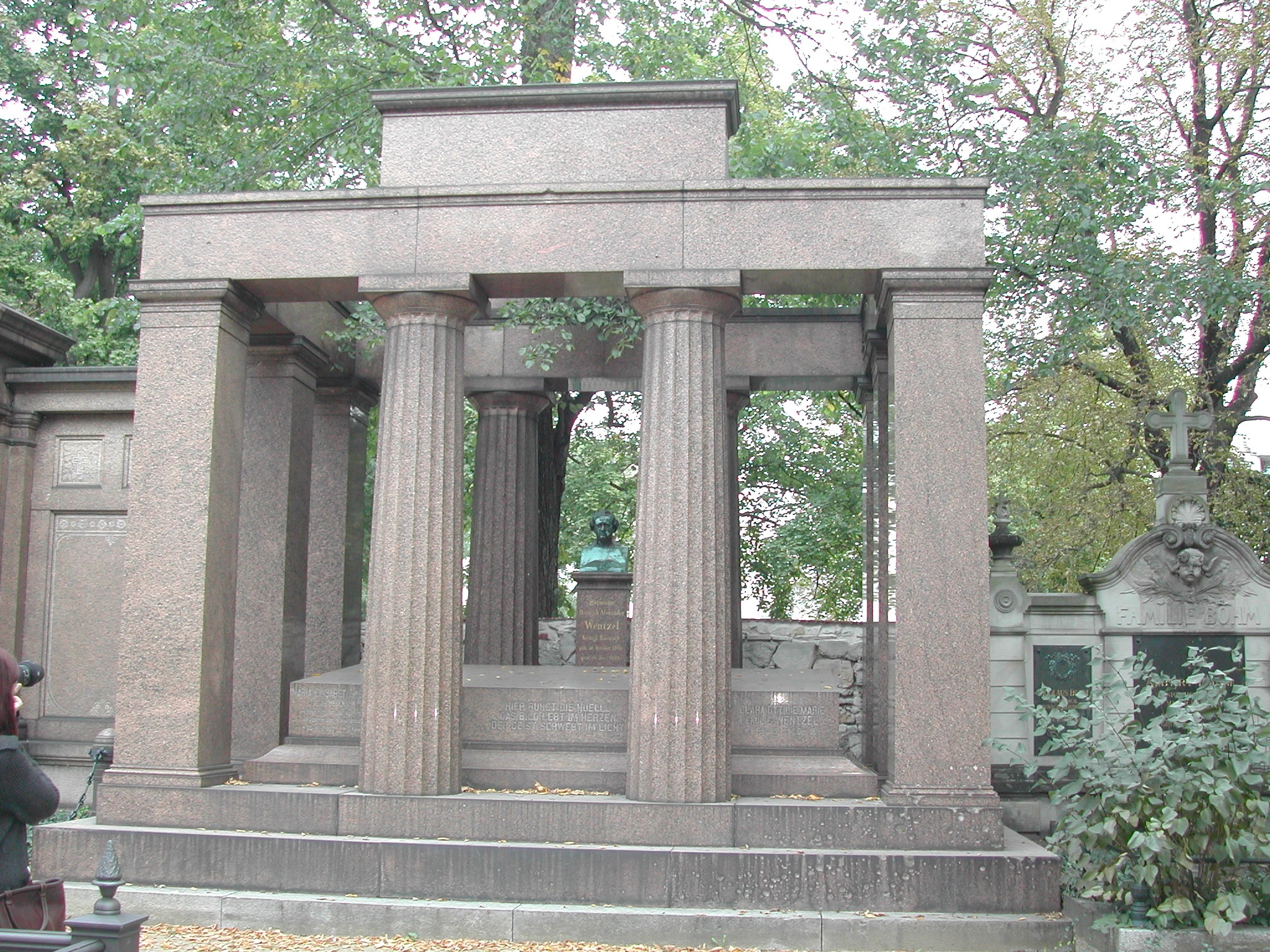
Hermann Wentzel
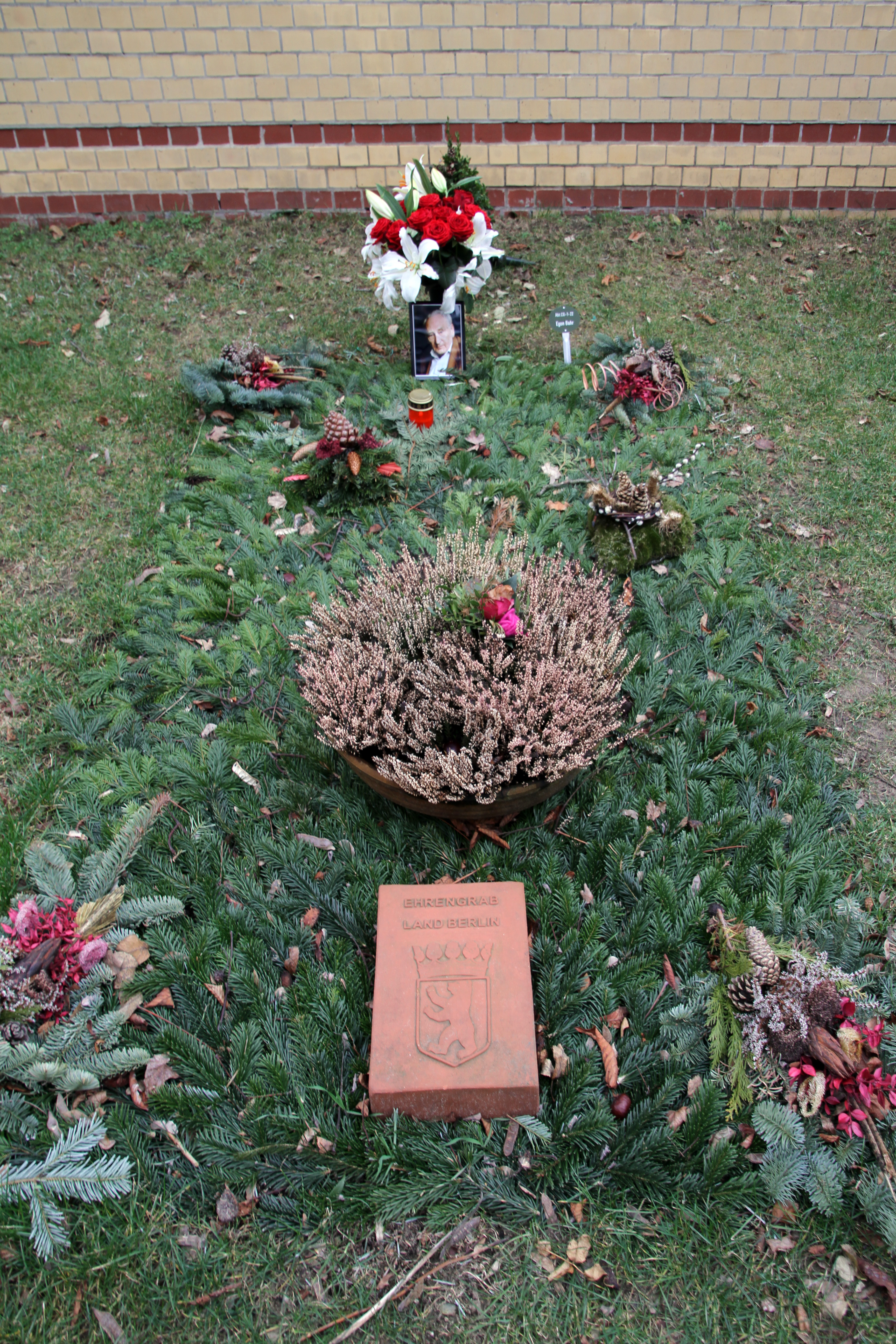
Egon Bahr
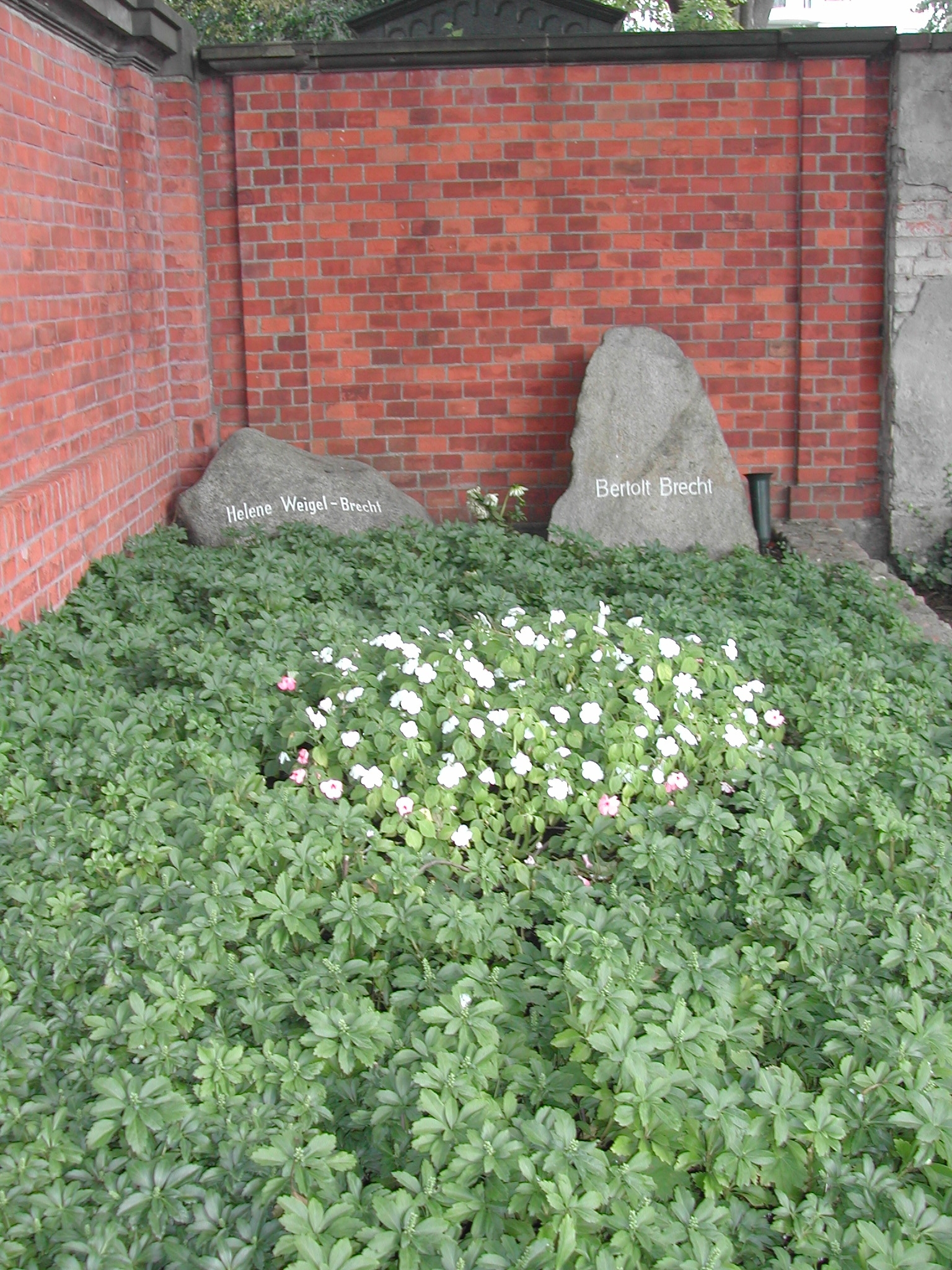
Bertolt Brecht e la moglie Helene Weigel
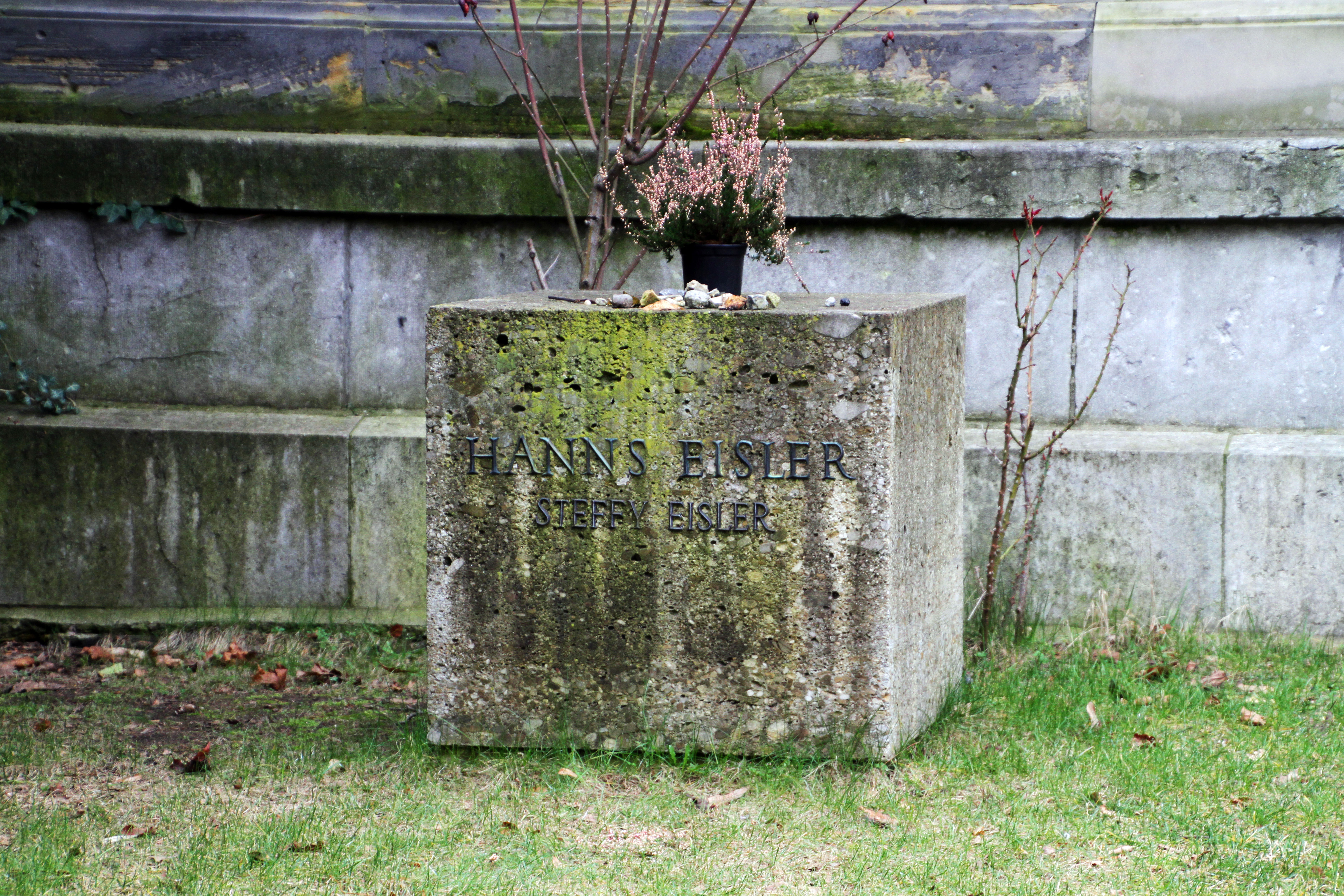
Hanns Eisler
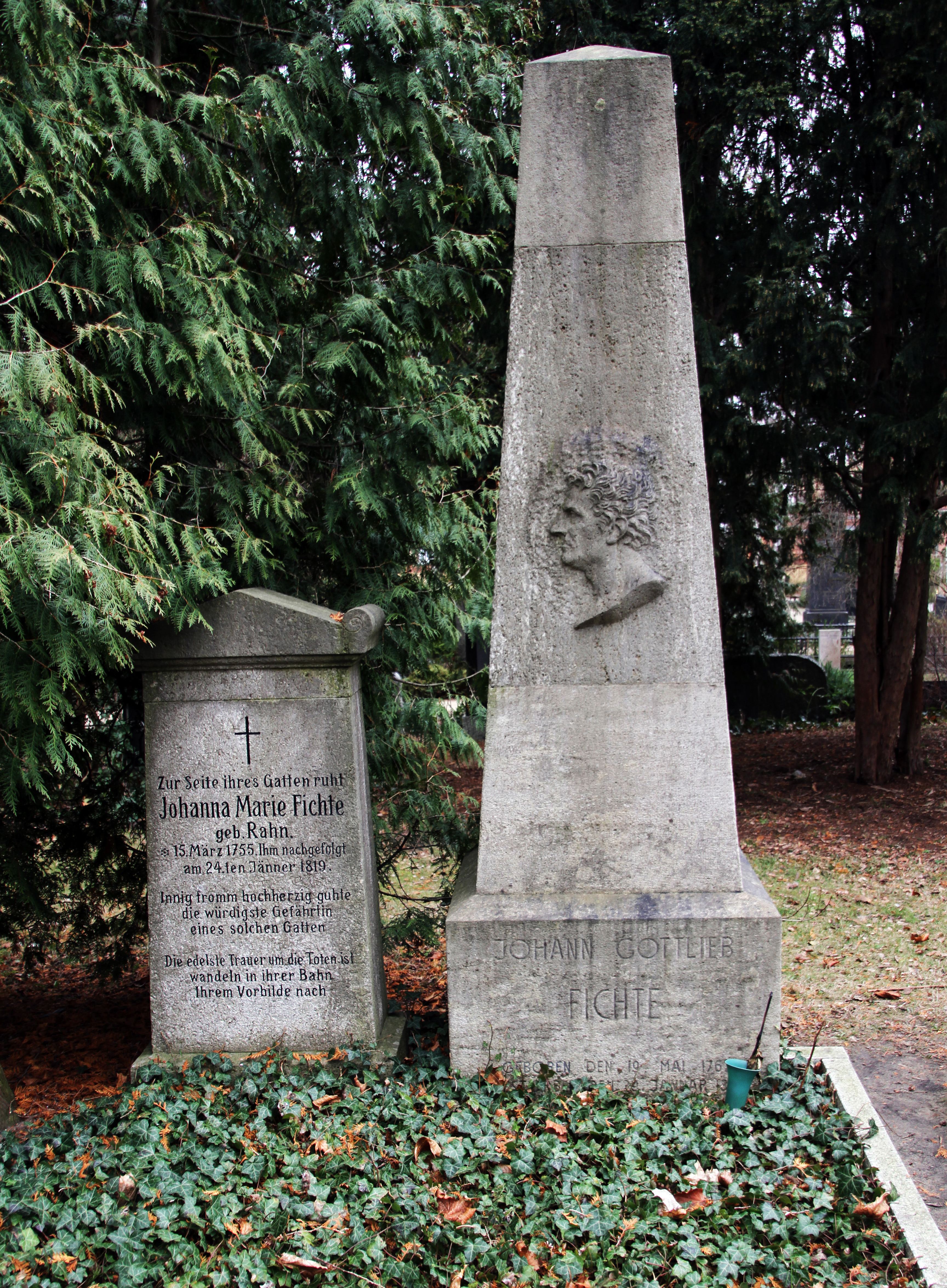
Johann Gottlieb Fichte
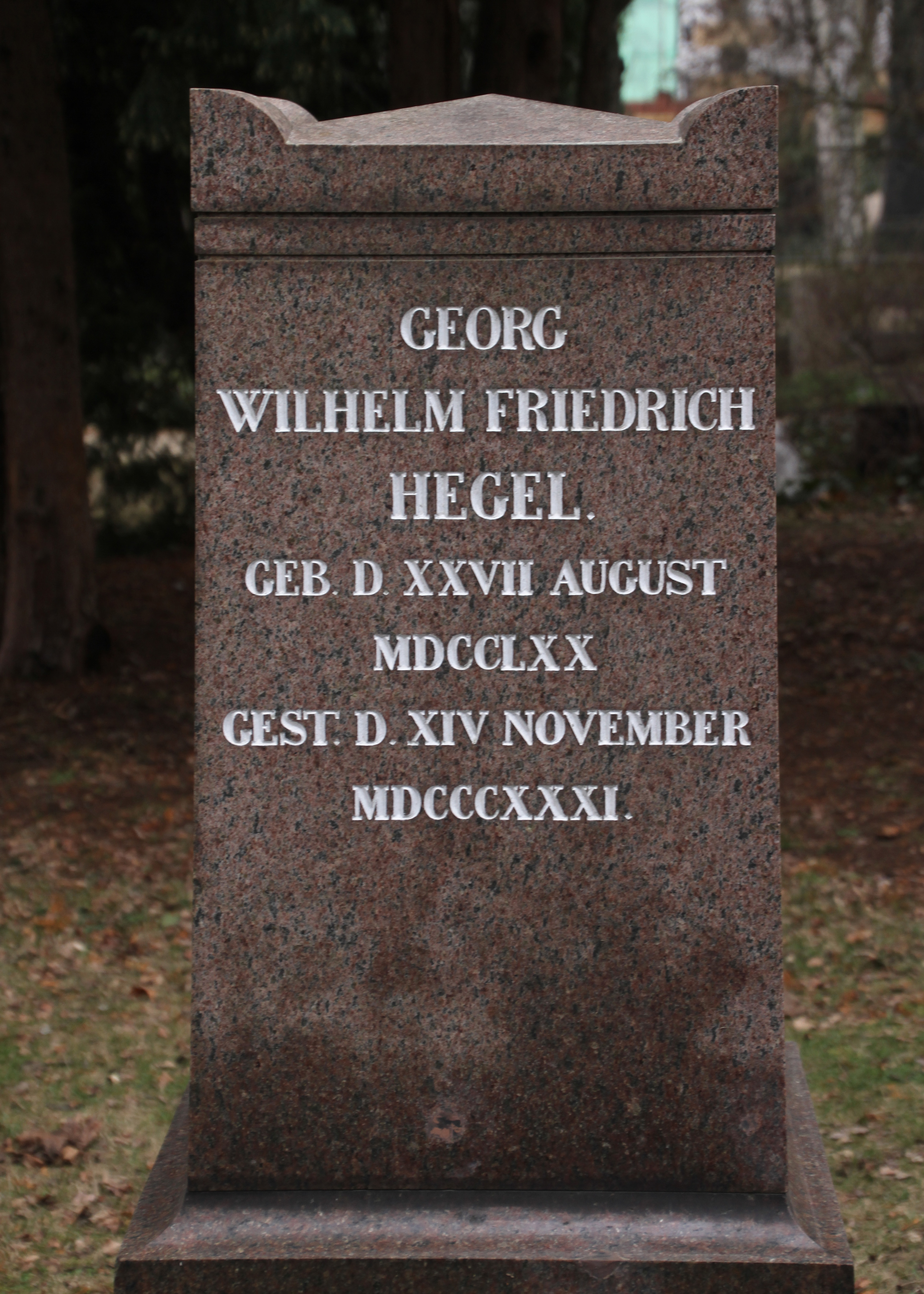
Georg Wilhelm Friedrich Hegel
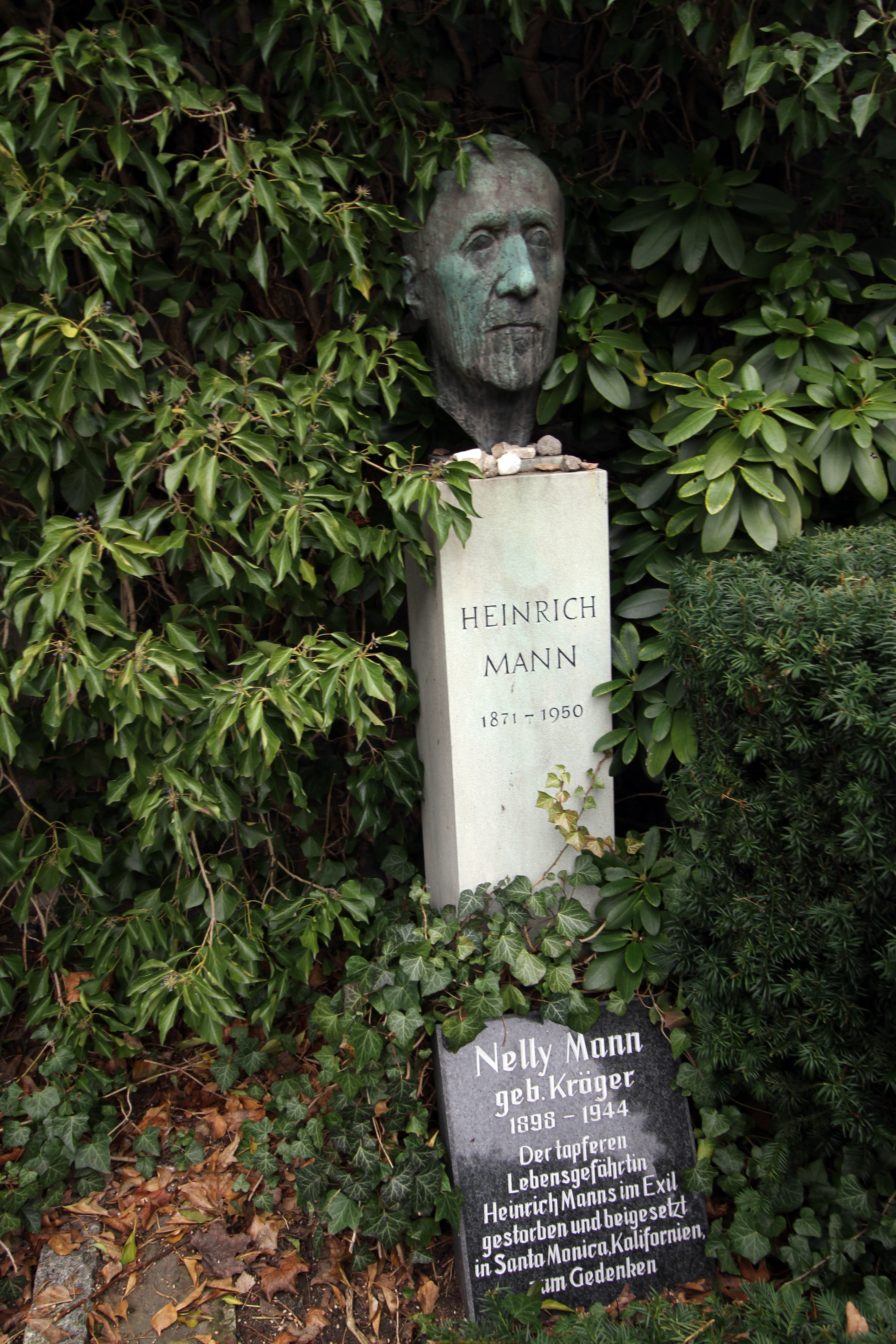
Heinrich Mann
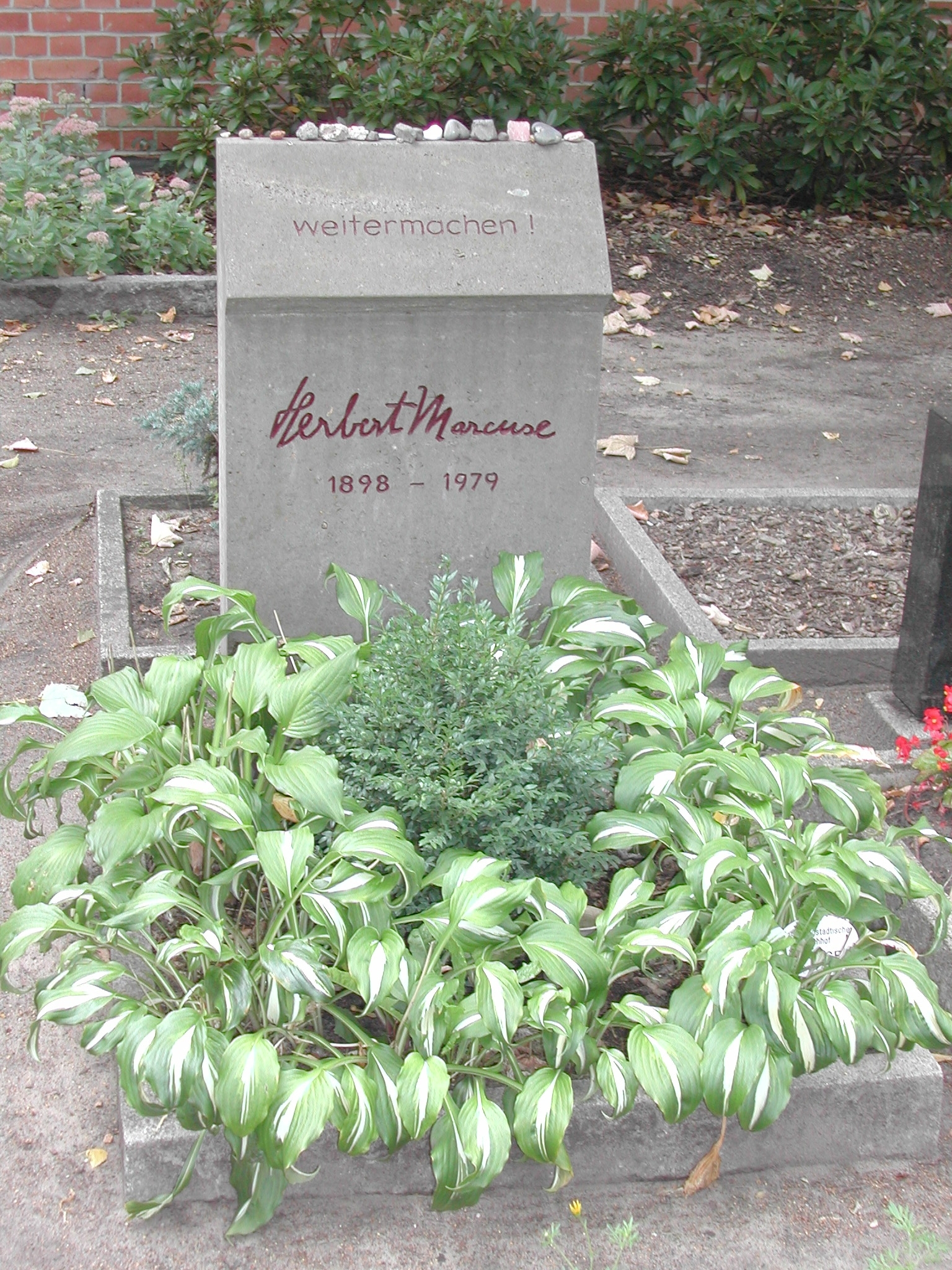
Herbert Marcuse
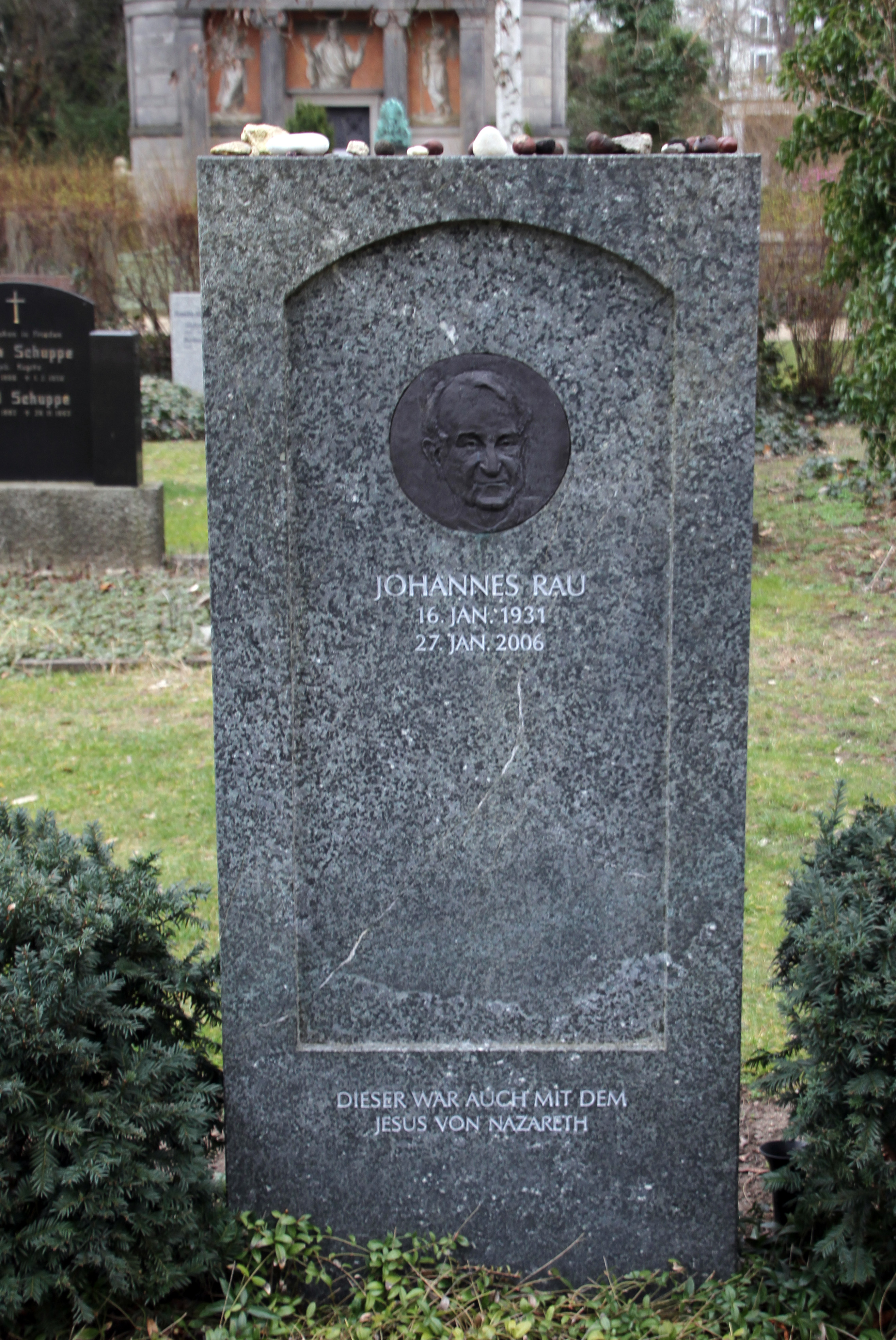
Johannes Rau
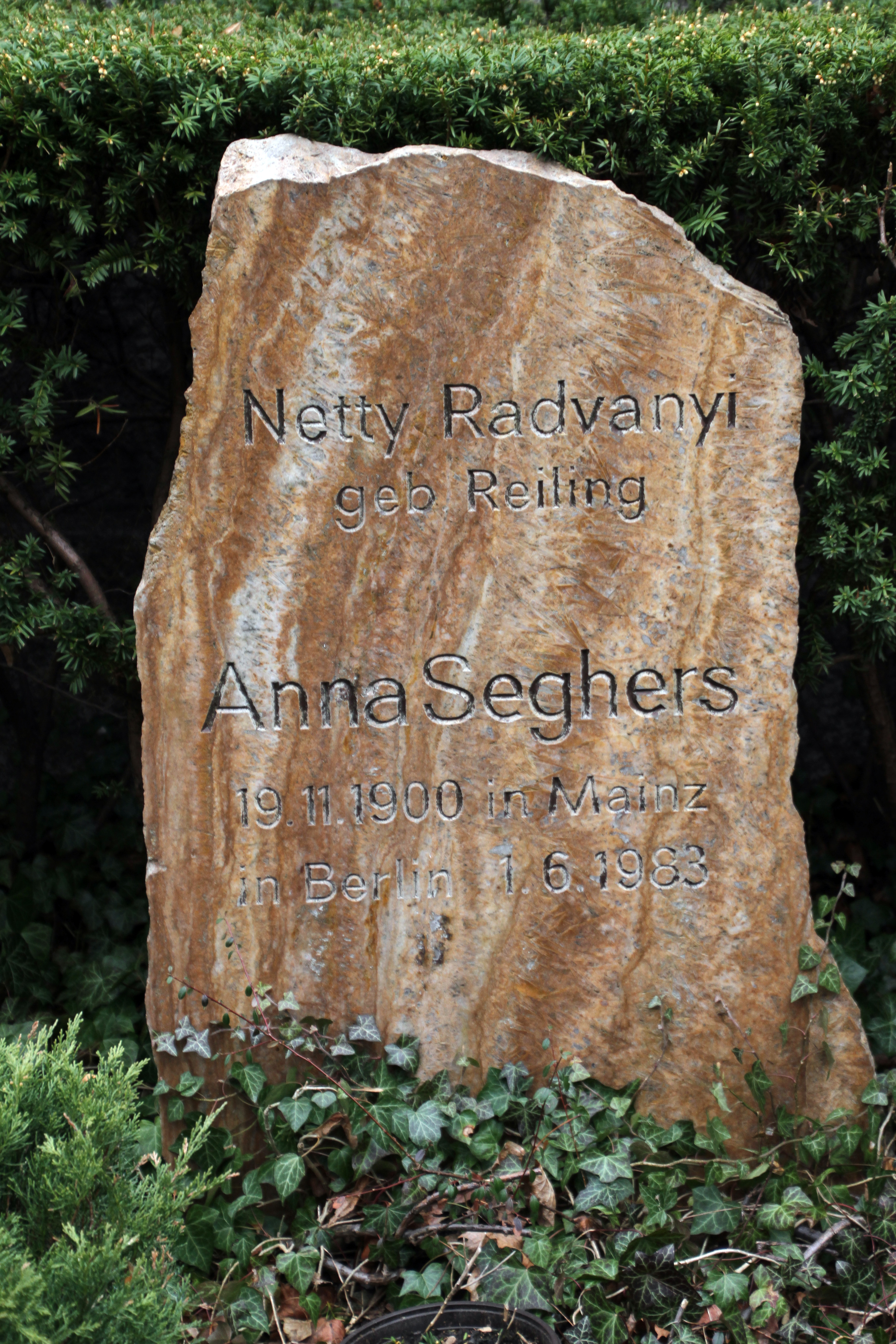
Anna Seghers